# Stuteri

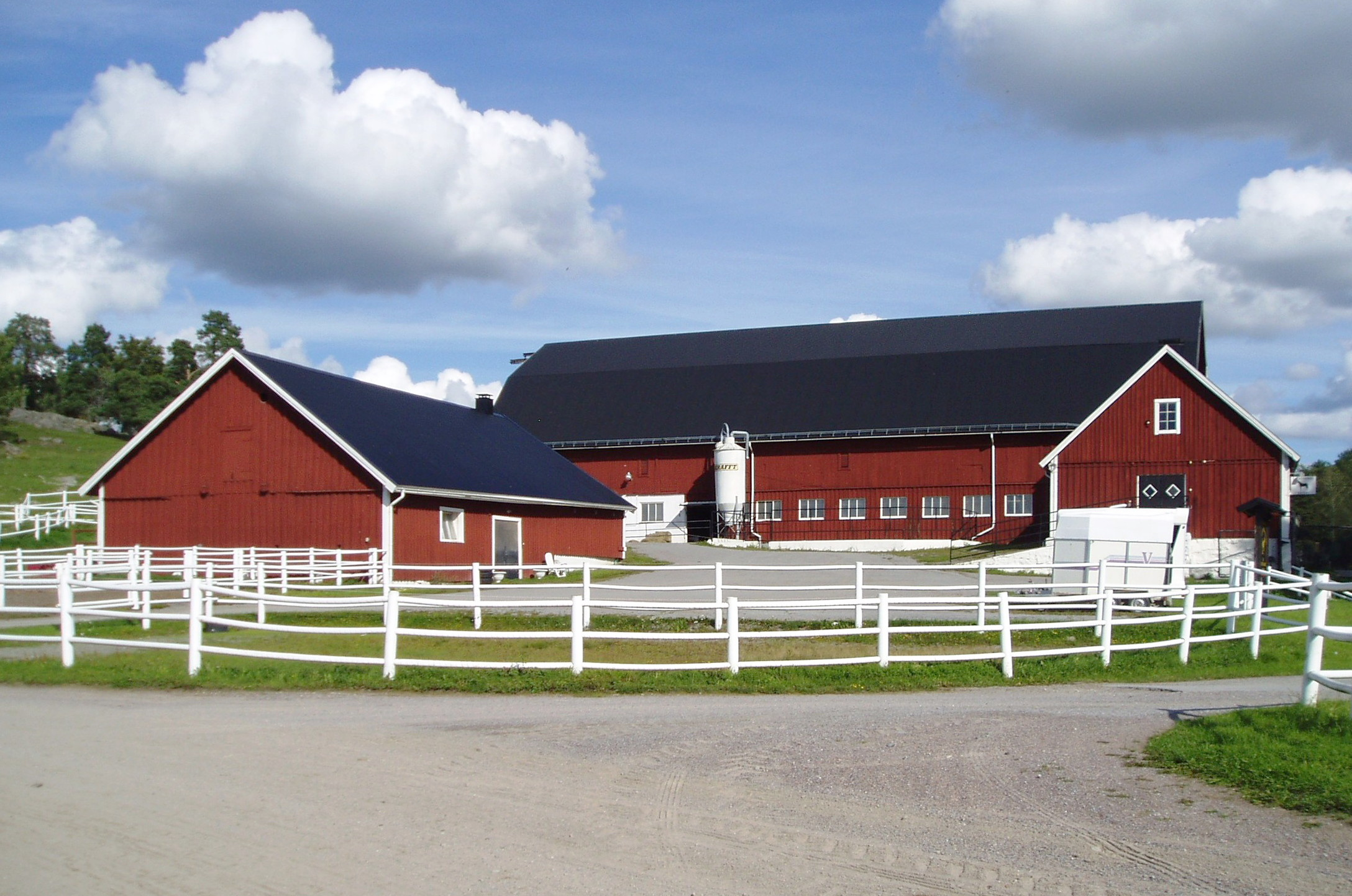
Erikssund är ett välkänt stuteri

Ett stuteri är en anläggning för hästavel. Stuterier var tidigare vanligt förekommande vid större, enskilda och kyrkliga gods. Många av Europas länder inrättade även statliga stuterier.

## Kroatien
- Stuteriet Đakovo

## Sverige
För att säkerställa den svenska krigsmaktens behov av hästar grundades under 1600-talet statsstuterier vid Erikssund, Strömsholms slott, Flyinge kungsgård och Ottenby kungsgård. En Stuteriöverstyrelse, som bestod av en ensam beslutande chef, inrättades 1818. Denna befattning var oavlönad till 1909 då en avlönad chefsbefattning inrättades. 1921 ändrades styrelsens organisation till att utgöras av en överdirektör, en byrådirektör samt två fullmäktige vid behandling av vissa frågor. Stuteriöverstyrelsen var underordnad jordbruksdepartementet, hade till uppdrag att följa hästavelns utveckling och leda landets hästväsen, så att försvarets, näringslivets och enskildas behov av hästar blev tillgodosett. Under stuteriöverstyrelsen hörde statens hingstdepåer och ledningen av hästpremieringen. Vid sidan av denna myndighet fanns det en särskild remonteringsstyrelse med ansvar för det militära remonteringsväsendet. Stuteriöverstyrelsen lades ner 1934; dess verksamhet övertogs då av Lantbruksstyrelsen.

## Österrike

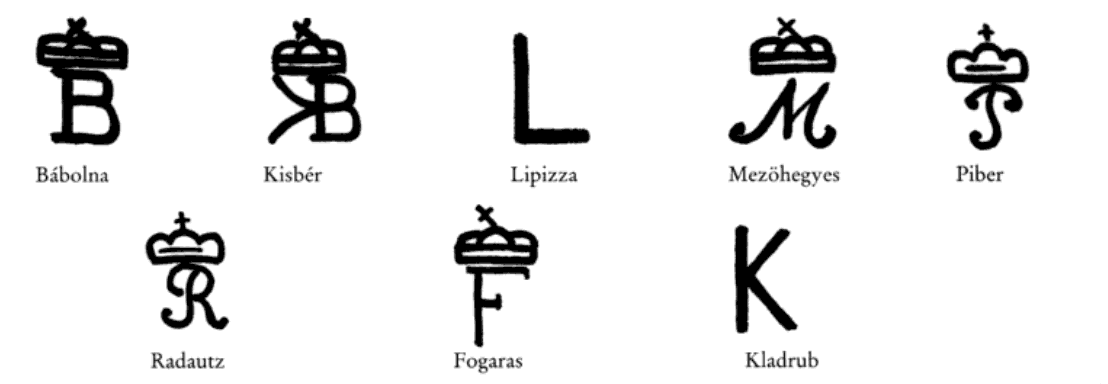
Brännmärken för de österrikisk-ungerska statssturierna.

- Stuteriet Piber